# Partis et mouvements politiques en Écosse

## Partis représentés au Parlement écossais
| Parti                        | Positionnement politique | Positionnement politique | Ideologie principal        | Élus    | Élus     | Membres |
| Parti                        | Positionnement politique | Positionnement politique | Ideologie principal        | MP      | MPS      | Membres |
| ---------------------------- | ------------------------ | ------------------------ | -------------------------- | ------- | -------- | ------- |
| Parti national écossais      | Centre gauche            | pro-indépendance         | Nationalisme écossais      | 9 / 57  | 60 / 129 | 120 000 |
| Parti conservateur écossais  | Centre droit à droite    | unioniste                | Conservatisme              | 7 / 57  | 30 / 129 |         |
| Parti travailliste écossais  | Centre gauche            | unioniste                | Social-démocratie          | 37 / 57 | 23 / 129 | 18 824  |
| Parti vert écossais          | Gauche                   | pro-indépendance         | Politique environnementale | 0 / 57  | 7 / 129  | 8 000   |
| Libéraux-démocrates écossais | Centrisme                | unioniste                | Liberalisme                | 6 / 57  | 5 / 129  |         |

## Partis mineurs
- Parti socialiste écossais (SSP), extrême gauche, pro-indépendance
- Solidarité, extrême gauche, pro-indépendance
- Scottish Senior Citizens Unity Party (SSCUP), parti pour la défense des droits des retraités
- Parti national britannique, extrême droite, unioniste (Beaucoup moins répandu en Écosse que dans le reste du Royaume-Uni)
- Communist Party of Britain, parti national formé après l'effondrement du Parti communiste de Grande-Bretagne (CPGB) à la fin des années 1990
- Communist Party of Scotland, parti écossais formé après l'effondrement du CPGB
- Free Scotland Party, milite pour l'indépendance de l'Écosse hors de l'Union européenne.
- Left Alliance, qui a 2 conseillers à Fife
- Scottish Enterprise Party, centre droit, pro-indépendance
- Scottish Fishing Party
- Scottish Independence Party, pro-indépendance
- Scottish Jacobite Party, pro-indépendance
- Scottish Pensioners Party
- Scottish Unionist Party, unioniste
- Strathkelvin People's Independent Labour Party, (parti mineur de l'East Dunbartonshire)
- UKIP, parti très à droite qui soutient le retrait du Royaume-Uni de l'Union européenne et une politique migratoire très stricte.

## Partis disparus
- Parti communiste de Grande-Bretagne (1920-1991)
- Fife Socialist League (Années 1950-Années 1960)
- Highlands and Islands Alliance
- Highland Land League (en) (années 1880 et 1890)
- Highland Land League (1909) (en) (1909-Années 1920)
- Parti travailliste indépendant (1893-1975)
- Labour Party of Scotland
- National Party of Scotland (1928-1934)
- Scottish Labour Party (1888-1893)
- Parti travailliste écossais (1976-1979)
- Scottish Militant Labour
- Scottish Party (Années 1930)
- Scottish Republican Socialist Party (Fait désormais partie du SSP)
- Scottish Socialist Party (1987-1990)
- Scottish Unionist Party (1912-1965)
- Scottish Workers Republican Party